# Appia Antica Nord
Appia Antica Nord è la zona urbanistica 11X del Municipio Roma VIII di Roma Capitale.
Si estende sui quartieri Q. IX Appio-Latino e Q. XXVI Appio-Pignatelli e sulla zona Z. XXI Torricola.

## Geografia fisica

### Territorio
La zona urbanistica confina:
- a nord con le zone urbanistiche 9E Latino e 9B Tuscolano Sud
- a est con le zone urbanistiche 9C Tor Fiscale, 10C Quarto Miglio e 10D Pignatelli
- a sud con la zona urbanistica 11Y Appia Antica Sud
- a ovest con le zone urbanistiche 12E Cecchignola, 11G Grottaperfetta, 11E Tor Marancia e 11D Navigatori